# Racetam

Pyrrolidin

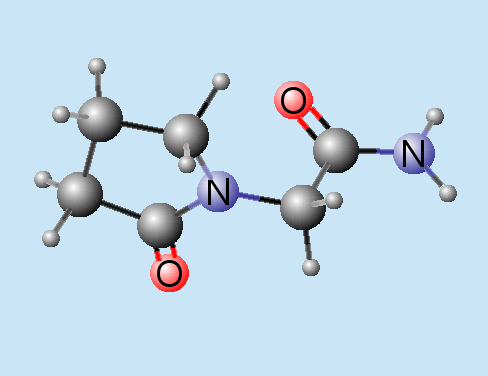
Piracetam

Aniracetam

Fenylpiracetam

Racetamer är en klass av smarta droger med en gemensam pyrrolidinkärna. 

## Mekanism
Racetamerna fungerar genom att aktivera glutamatreceptorer som är samlokerade med kolinerga receptorer som då ökar avfyrningen av de senare. Racetamerna ökar därmed minneskapaciteten med nästan samma metod som acetylkolinesterasinhibitorer.

## Exempel
- Piracetam - vattenlöslig racetam; Den första racetamen som upptäcktes i mitten av 1960-talet
- Oxiracetam - vattenlöslig racetam (2 till 4 gånger mer verksamt än Piracetam)
- Aniracetam - fettlöslig racetam (4 till 8 gånger mer verksamt än Piracetam)
- Pramiracetam - fettlöslig racetam (8 till 30 gånger mer verksamt än Piracetam)
- Fenylpiracetam (Carphedon) - fettlöslig racetam
- Etiracetam
- Levetiracetam - antiepileptika. Den är S-enantiomer till etiracetam.
- Nefiracetam - antidepressivt (M1 acetylkolinreceptoragonist)
- Rolziracetam
- Nebracetam
- Fasoracetam
- Coluracetam
- Brivaracetam - spasmhämmande
- Seletracetam - spasmhämmande
- Rolipram - antiinflammatorisk, antipsykotisk och antidepressiv som förbättrar långtidsminnet